# Wieża Bismarcka w Okonku
Wieża Bismarcka w Okonku (obecna nazwa Wieża Tecława) – wieża Bismarcka stojąca na Tecławskiej Górze w Okonku. Do 2019 roku służyła jako przekaźnik telefonii komórkowej.

## Historia
Wieża powstała z inicjatywy Zrzeszenia Użyteczności Publicznej w Okonku pod przewodnictwem naczelnika poczty Ernsta Nitschke ze Szczecinka. Na miejsce budowy wybrano szczyt Tecławskiej Góry. Kamień węgielny położono 1 kwietnia 1908 roku. Głównym wykonawcą była firma Steltera z Okonka. Uroczyste otwarcie odbyło się 23 sierpnia 1908 roku. Przed wieżą postawiono pomnik ku czci poległych o wysokości 4 metrów.
Były plany odrestaurowania wieży z okazji stulecia istnienia i otwarcia jej dla zwiedzających. W roku 2007 w budżecie gminy nie znaleziono funduszy na ten cel.

## Dane techniczne
- wysokość: 24 metry
- wykonanie: cegła, beton, kamienie granitowe (mur cyklopowy), misa ogniowa na szczycie
- koszt: 12 000 marek